# Wilhelmina Carlson-Bredberg
Wilhelmina Carlson-Bredberg, født Bredberg, kaldet Mina (født 2. september 1857, død 9. juni 1943) var en svensk maler. Hun er især kendt for sine portrætter og scener fra samtiden.
Wilhelmina Carlson-Bredberg blev født i Stockholm, som datter af Henrik Wilhelm Bredberg og hans hustru Josefina Lovisa, født Smerling, i en børneflok på 6 børn. Faderen var en højtstående embedsmand og blev i 1860 udnævnt til konsultativ statsråd (minister uden portefølje). Begge forældre var interesserede i litteratur og kunst, og deltog i det svenske kulturliv. Hendes onkel var den kendte avisudgiver og kritiker Lars Johan Hierta. Som teenager tog hun private malertimer hos Kerstin Cardon og Amanda Sidvall i Stockholm.
Mina Bredberg gik først på "Normalskolan för flickor" i Stockholm og derefter på Eggertz privatskole. Hendes kunstneriske interesser blev opmuntret af maleren og digteren Fredrik Wilhelm Scholander, som var en fast gæst i familien. På hans råd fik hun undervisning af malerne Kerstin Cardon og Amanda Sidwall, som inspirerede Carlson-Bredberg til at søge videre undervisning i Paris.
I en alder af tyve år var hun ved social konvention forpligtet til at gifte sig med en ven af familien, Vilhelm Swalin, som hun var blevet set kysse i offentlighed. Under sit ægteskab med ham opgav hun i første omgang at male og fordybede sig i stedet i litteraturvidenskab. Især læste hun visionerne af den hellige Birgitta af Sverige og Dantes guddommelige komedie.
Ægteskabet med Swalin endte med skilsmisse i 1884.

## Paris og udvikling
Bredberg havde allerede året før forladt Sverige for at fortsætte sine malerstudier i Paris. Der studerede hun 1883 -1887 på Académie Julian hos Jules-Joseph Lefebvre, Gustave Boulanger og Robert-Fleury. Nogle af hendes veninder og klassekammerater i Paris var svenske Elisabeth Keyser og tysk-schweiziske Louise-Cathérine Breslau, som hun dannede et stærkt venskab med. Mina Carlson-Bredbergs mål var at få værker med på den årlige Paris Salon, hvilket også skete både i 1887 og 1890, hvor hun begge gange udstillede et selvportræt.
I 1886, 29 år gammel malede Carlson-Bredberg et selvportræt stående i malerkittel ved sit staffeli, hvor hun møder betragterens blik med nysgerrig, underfundig selvtillid - som nok er hendes mest kendte værk. Det føjer sig til rækken af billeder, som kvindelige kunstnere fra denne tid maler af sig selv og hinanden, ofte i et ateliermiljø, billeder der manifesterer en dagligdags professionel identitet, venlig kollegialitet og med radikal ny adgang til et eget rum. Værket blev i 1970’erne købt til Prins Eugens Waldemarsudde i Stockholm og blandt andet vist på den vigtige udstilling "De drogo till Paris – Nordiska konstnärinnor på 1880-talet" på Liljevalchs kunsthal i 1988.
I 1888 tog hun en tur til Italien, hvor hun især studerede værker af Giovanni Bellini, Antonello da Messina og Andrea Mantegna, som havde indflydelse på hendes tidlige arbejde. Samme år genoptog hun sine studier på Académie Julian. Hendes lærere var nu Carolus-Duran og Benjamin-Constant, mens hun også arbejdede som hjælpelærer på Académie. Hendes værker, skabt i Paris, var baseret på moderne franske kunstnere som Jules Bastien-Lepage og viser en impressionistisk realisme.
Mina Carlson-Bredbergs store gennembrud kom med endnu et selvportræt fra 1888 udstillet på verdensudstillingen i Paris i 1889, som fik hædersomtale på udstillingen. Derefter udstillede hun portrætter i Sverige, Paris, København og Chicago.

## Internationale forbindelser
Carlson-Bredberg vendte tilbage til Sverige i 1890 for at undervise på kunstskolen oprettet af Elisabeth Keyser, men drog i de følgende år på omfattende studierejser herfra, som førte hende til England, Frankrig, Holland, Belgien, Tyskland og Østrig. I Frankrig mødte hun designeren Lewis Foreman Day, gennem hvem hun, over flere ophold i London, kom i kontakt med British Arts and Crafts Movement og hvor hun gennem ham mødte kunstnerne William Morris og Walter Crane. De engelske impressionistiske malere J. M. W. Turners og James Abbott McNeill Whistlers værker fik en varig indflydelse på Bredbergs arbejde.
I Stockholm blev hun medlem af Konstnärsförbundet fra 1890 og af Svenska Konstnärernas Förening fra 1891. Fra 1893 til 1895 gav hun malerundervisning på Elisabeth Keysers skole, som bragte undervisningsmetoderne fra Académie Julian til Sverige.
Carlson-Bredberg udstillede sit arbejde på Palace of Fine Arts ved 1893 World's Columbian Exposition i Chicago, Illinois, ligesom hun også har deltaget i kollektive udstillinger i London og Wien.
Hendes tidlige formbetonede og lavmælte impressionistisk prægede realisme udviklede sig i løbet af 1890’erne gradvist mere mod nye impulser, og udviklede sig imod et lysere, friere, stadig mere personligt, farverigt udtryk, som kommer stærkest frem i hendes hverdagsskildringer af børn. Med hendes lyst til at arbejde pastost med et vibrerende penselarbejde bevægede hun sig væk fra den traditionelle højpolerede overflade.

## Andet ægteskab
I 1895, som 38 årig, giftede Mina Bredberg sig med arkitekten og kancelliråd Georg Carlson som hun fik en søn med, og igen blev hendes kunstneriske produktion hæmmet af ægteskab. Familiemæssige og sociale pligter begrænsede de kunstneriske muligheder, men Mina Carlson-Bredberg fastholdt dog sin kunstneriske udfoldelse med en stærk vilje og udnyttede øjeblikke og motiver i sine omgivelser. Det kunne være motiver som far og søn, samt venner og børn i omgangskredsen, men også byudsigter, landskaber og blomster. Hun arbejdede i olie, pastel, akvarel og blyant.

## Ny udvikling
I 1910 blev Foreningen Svenska Konstnärinnor grundlagt, som Carlson-Bredberg var en af initiativtagerne bag, og deltog selv med egne værker ved foreningens første udstilling på akademiet i 1917 og senere i 1927. Foreningens mål var at fremme kvindelige kunstneres udstillingsmuligheder.
Efter sin mands død i 1920 kunne Mina Carlson-Bredberg igen helhjertet dedikere sig til at være kunstner. Hun rejste ofte til London og nød der at kopiere udvalgte italienske renæssancemalerier, hun var fascineret af en oversvømmelse i Paris og gengav dette i et ekspressivt udtryk. Hun fortsatte også med at male portrætter, og hendes særlige interesse for blikket er karakteristisk. Hendes malestil ændrede sig til en friere ekspressionistisk stil med diffuse konturer. Dette er især tydeligt i hendes bybilleder fra Stockholm. Med byudsigter og små blyantstudier, fra hospitalsmiljøer, en Djurgårds-promenade eller simple boliger på Kungsholmen, kunne hun godt lide at skildre miljøer i Stockholm.

Hun udstillede separat i 1920 og 1923 i Sigge Björcks kunstbutik på Strandvägen. I forbindelse med hendes udstilling hos Liljevalchs i 1927, blev det i en anmeldelse skrevet om hendes kunst at
"Hun har i en eminent grad hvad som på dagens sprog kaldes for "det"
og endvidere noteredes af en anden anmelder at:
"Det har været anset at kvinden, om til noget, skulle være egnet som blomstermalerinde. Som om det skulle være lettere at male blomster end noget andet! Det er det ikke."
I 1931 blev udstillingen "Ett halvsekel som målarinna" arrangeret på Galleri Modern. Her blev der vist 152 værker fordelt på to etager. Mina Carlson-Bredberg mødte på sine ældre dage en ny påskønnelse og malede hele sit liv indtil få dage før sin død i 1943 næsten 86 år gammel.
Carlson-Bredberg var repræsenteret på udstillingen "Opponenterna" på Nationalmuseet i Stockholm i 1945. Ligesom hendes arbejde vistes på en bred udstilling på Stockholms Stadsmuseum i 1971.
Overordnet set udgør Carlson-Bredbergs kunst en stor variation af motiver. Udover landskaber er der også interiører, religiøse motiver, genremalerier, historiske skildringer og blomsterstilleben. Hendes portrætter er særligt talrige, især afbildninger af børn.
Hendes værker findes repræsenteret på Nationalmuseet i Stockholm, Prins Eugens Waldemarsudde i Stockholm og i Göteborgs Konstmuseum.
Mina Carlson-Bredberg er begravet på den nordlige kirkegård i Solna.

## Udstillinger
- Salonen Paris, 1887
- Verdensudstillingen i Paris, 1889
- Salonen Paris, 1890
- Palace of Fine Arts ved World's Columbian Exposition i Chicago, 1893
- Liljevalchs, 1917
- Sigge Björcks Kunsthandel, 1920
- Sigge Björcks Kunsthandel, 1921
- Lund, 1921
- Sigge Björcks Kunsthandel, 1923
- Liljevalchs, 1927
- Galleri Modern, "Ett halvsekel som målarinna", 1931
- Nationalmuseet i Stockholm udstillingen "Opponenterna av 1875", 1945
- Stockholms Stadsmuseum, 1971
- Nationalmuseet i Stockholm, udstillingen "Kvinnor som målat", 1975
- Liljevalchs kunsthal, "De drogo till Paris – Nordiska konstnärinnor på 1880-talet", 1988
- The Clark Art Institute exhibition Women in Paris 1850-1900, 2018
- Statens Museum for Kunst, Against all odds, 2024